# European Association of Political Consultants
Die European Association of Political Consultants (EAPC) ist die Interessenvertretung der Politikberater aus Europa.

## Geschichte
Die EAPC wurde 1996 in Wien gegründet. Zu ihren Aktivitäten gehören das Abhalten von jährlichen Konferenzen und der EAPC Master Class sowie die Herausgabe von Publikationen. Die Organisation dient als Plattform für den Ideenaustausch zwischen Politikberatern und hat sich die Stärkung der Demokratischen Strukturen in Europa zum Ziel gesetzt. Die EAPC steht in engem Austausch mit vergleichbaren Organisationen, insbesondere der IAPC (International Association of Political Consultants). Der derzeit amtierende Präsident ist Reza Kazemi aus Deutschland, als Vizepräsidenten fungieren Anthony Grally aus Frankreich sowie Torbjörn Sjöström aus Schweden. Das öffentlich einsehbare Mitgliederverzeichnis zählt derzeit 60 Politikberater aus 18 europäischen Ländern zu den Mitgliedern, Österreich ist mit 11 Mitgliedern am stärksten vertreten.

## Vorstandsmitglieder
Die EAPC wird von den folgenden Personen im Vorstand vertreten:
| Vorstandsmitglied      | Herkunftsland | Position          |
| Reza Kazemi            | Deutschland   | Präsident         |
| Anthony Grally         | Deutschland   | Vize-Präsident    |
| Torbjörn Sjöström      | Schweden      | Vize-Präsident    |
| Sepp Hartinger         | Österreich    | Schatzmeister     |
| Arnaldo Costeira       | Portugal      | Vorstandsmitglied |
| Reinis Tocelovskis     | Lettland      | Vorstandsmitglied |
| Selin Özkan            | Türkei        | Vorstandsmitglied |
| Hélèn Masliah-Gilkarov | Frankreich    | Vorstandsmitglied |
| Igor Mintusov          | Russland      | Vorstandsmitglied |
| Gülfem Saydan Sanver   | Türkei        | ehem. Präsidentin |

## Präsidenten
- Reza Kazemi, Deutschland (2024 bis heute)
- Gülfem Saydan Sanver, Türkei (2022 bis 2024)
- Igor Mintusov, Russland (2016 bis 2022)
- Marko Rakar, Italien (2014 bis 2016)
- Jan Juul Christensen, Denmark (2012 bis 2014)
- Gerlinde Manz-Christ, Liechtenstein (2010–2012)
- Christoph Hofinger, Österreich (2008–2010)
- Bo Krogvig, Schweden (2006–2008)
- Mehmet Ural, Türkei (2004–2006)
- Andrey Bulychev, Russland (2002–2004)
- Mario Ballerini, Italien (2000–2002)
- Volker Riegger, Deutschland (1998–2000)
- Sepp Hartinger, Österreich (bis 1998)

(Quelle:)

## Konferenzen und Veröffentlichungen
Von 2003 bis 2005 gab die Organisation jährlich den Band „Election Time - The European Yearbook of Political Campaigning“ heraus, in dem Wahlkampagnen und deren Auswirkungen in Europa beschrieben wurden. Die Ergebnisse der 15. EAPC-Konferenz im Jahr 2010 in Wien sind in einem Buch zum Thema „Emotions in Politics and Campaigning“ zusammengefasst.
Einmal jährlich veranstaltet die EAPC eine Mitgliederkonferenz, bei deren Panels und Reden der Erfahrungsaustausch unter den Politikberatern verschiedener Länder im Mittelpunkt steht. Die Konferenzen der vergangenen Jahre fanden etwa in Zürich (2009), Kopenhagen (2008), Wilna (2006), Innsbruck (2002) und Moskau (2000) statt.